# 第21屆大韓民國國會
大韓民國第21屆國會（韓語：대한민국 제21대 국회）是大韩民国成立以來的第21屆國會，於2020年5月30日上任，由2020年4月15日第21屆國會選舉產生的國會議員組成，有300個席位（地域選區為253個席位，比例代表為47個席位）。

## 國會議長團
國會議長團由一名議長和的兩名副議長組成。按照國會慣例，議長由最大黨所屬議員擔任。因此，本屆國會由共同民主黨議員擔任議長和一名副議長，國民力量議員擔任一名副議長。
共同民主黨於5月19日至20日開放登記黨內競選，5月25日進行選舉。選舉結果由六選議員朴炳錫當選議長候選人，四選議員金相姬當選副議長候選人。
根據《國民議會法》，國會議長團應於6月5日前產生，由於政黨之間的分歧，預計將超過法定期限。

### 前半期國會議長團
| 國會議長   | 朴炳錫（ 共同民主党→無黨籍） | 朴炳錫（ 共同民主党→無黨籍） |
| 國會副議長 | 金相姬（ 共同民主党）        | 鄭鎮碩（ 國民力量）          |

2020年6月5日，朴炳錫、金相姬正式當選議長、副議長。國會開議議員入場後，未來統合黨院內代表朱豪英率領保守派議員，於議長選舉前集體離場表達不滿，並表示《国会法》关于国会启动期限的规定为训示条款，主张当天举行的国会会议不合法，最終導致未來統合黨副議長選舉推遲。

### 后半期國會議長團
| 國會議長   | 金振杓（ 共同民主党→無黨籍） | 金振杓（ 共同民主党→無黨籍）              |
| 國會副議長 | 金榮珠（ 共同民主党）        | 鄭鎮碩（ 國民力量） → 鄭宇澤（ 國民力量） |

## 常任委員會 & 常設特別委員會
| \| 委員會 \| 姓名 \| 所屬政黨 \| 選區 \| \| ------------------------------------------ \| ------ \| ---------- \| ------------------------------- \| \| 國會運營委員會（朝鲜语：대한민국 국회 국회운영위원회） \| 金太年 \| 共同民主党 \| 京畿城南市壽井區 \| \| 法制司法委員會（朝鲜语：대한민국 국회 법제사법위원회） \| 尹昊重 \| 共同民主党 \| 京畿九里市 \| \| 政務委員會（朝鲜语：대한민국 국회 정무위원회） \| 尹官石 \| 共同民主党 \| 仁川南洞區乙 \| \| 企劃財政委員會（朝鲜语：대한민국 국회 기획재정위원회） \| 洪起元 \| 共同民主党 \| 京畿平澤市甲 \| \| 敎育委員會（朝鲜语：대한민국 국회 교육위원회） \| 柳基洪 \| 共同民主党 \| 首爾冠岳區甲 \| \| 科學技術情報放送通信委員會（朝鲜语：대한민국 국회 과학기술정보방송통신위원회） \| 朴洸瑥 \| 共同民主党 \| 京畿水原市丁 \| \| 文化體育觀光委員會（朝鲜语：대한민국 국회 대한민국 국회 문화체육관광위원회） \| 都鍾煥 \| 共同民主党 \| 忠北清州市興德區 \| \| 外交統一委員會（朝鲜语：대한민국 국회 외교통일위원회） \| 宋永吉 \| 共同民主党 \| 仁川桂陽區乙 \| \| 國防委員會 \| 閔洪喆 \| 共同民主党 \| 慶南金海市甲 \| \| 行政安全委員會（朝鲜语：대한민국 국회 행정안전위원회） \| 徐瑛敎 \| 共同民主党 \| 首爾中浪區甲 \| \| 農林畜産食品海洋水産委員會（朝鲜语：대한민국 국회 농림축산식품해양수산위원회） \| 李介昊 \| 共同民主党 \| 全南潭陽郡·咸平郡·靈光郡·長城郡 \| \| 産業通商資源中小冒險企業委員會（朝鲜语：대한민국 국회 산업통상자원중소벤처기업위원회） \| 李學永 \| 共同民主党 \| 京畿軍浦市 \| \| 保健福祉委員會（朝鲜语：대한민국 국회 보건복지위원회） \| 韓貞愛 \| 共同民主党 \| 首爾江西區丙 \| \| 環境勞動委員會（朝鲜语：대한민국 국회 환경노동위원회） \| 宋玉珠 \| 共同民主党 \| 京畿華城市甲 \| \| 國土交通委員會（朝鲜语：대한민국 국회 국토교통위원회） \| 陳善美 \| 共同民主党 \| 首爾江東區甲 \| \| 情報委員會（朝鲜语：대한민국 국회 정보위원회） \| 全海澈 \| 共同民主党 \| 京畿安山常綠甲 \| \| 女性家族委員會（朝鲜语：대한민국 국회 여성가족위원회） \| 鄭春淑 \| 共同民主党 \| 京畿龍仁市丙 \| \| 預算決算特別委員會（朝鲜语：대한민국 국회 예산결산특별위원회） \| 鄭成湖 \| 共同民主党 \| 京畿楊州市 \| |        |            |                                 |
| 委員會 | 姓名   | 所屬政黨   | 選區                            |
| 國會運營委員會 | 金太年 | 共同民主党 | 京畿城南市壽井區                |
| 法制司法委員會 | 尹昊重 | 共同民主党 | 京畿九里市                      |
| 政務委員會 | 尹官石 | 共同民主党 | 仁川南洞區乙                    |
| 企劃財政委員會 | 洪起元 | 共同民主党 | 京畿平澤市甲                    |
| 敎育委員會 | 柳基洪 | 共同民主党 | 首爾冠岳區甲                    |
| 科學技術情報放送通信委員會 | 朴洸瑥 | 共同民主党 | 京畿水原市丁                    |
| 文化體育觀光委員會 | 都鍾煥 | 共同民主党 | 忠北清州市興德區                |
| 外交統一委員會 | 宋永吉 | 共同民主党 | 仁川桂陽區乙                    |
| 國防委員會 | 閔洪喆 | 共同民主党 | 慶南金海市甲                    |
| 行政安全委員會 | 徐瑛敎 | 共同民主党 | 首爾中浪區甲                    |
| 農林畜産食品海洋水産委員會 | 李介昊 | 共同民主党 | 全南潭陽郡·咸平郡·靈光郡·長城郡 |
| 産業通商資源中小冒險企業委員會 | 李學永 | 共同民主党 | 京畿軍浦市                      |
| 保健福祉委員會 | 韓貞愛 | 共同民主党 | 首爾江西區丙                    |
| 環境勞動委員會 | 宋玉珠 | 共同民主党 | 京畿華城市甲                    |
| 國土交通委員會 | 陳善美 | 共同民主党 | 首爾江東區甲                    |
| 情報委員會 | 全海澈 | 共同民主党 | 京畿安山常綠甲                  |
| 女性家族委員會 | 鄭春淑 | 共同民主党 | 京畿龍仁市丙                    |
| 預算決算特別委員會 | 鄭成湖 | 共同民主党 | 京畿楊州市                      |

## 當前議席
|            | 政党名称     | 政党名称   | 2020年大韩民国国会选举 | 2020年大韩民国国会选举 | 2020年大韩民国国会选举 | 截止2024年4月26日 | 截止2024年4月26日 | 截止2024年4月26日 |
| 小选区     | 政党名称     | 政党名称   | 比例代表               | 总计                   | 小选区                 | 比例代表          | 总计              |                   |
| ---------- | ------------ | ---------- | ---------------------- | ---------------------- | ---------------------- | ----------------- | ----------------- | ----------------- |
| 交涉团体   |              | 共同民主党 | 163席                  | 未参选                 | 163席                  | 132席             | 10席              | 142席             |
| 交涉团体   |              | 國民力量   | 84席                   | 未参选                 | 84席                   | 90席              | 23席              | 113席             |
| 非交涉团体 |              |            |                        |                        |                        |                   |                   |                   |
|            | 共同民主聯合 | 未参选     | 未参选                 | 未参选                 | 7席                    | 7席               | 14席              |                   |
|            | 綠色正义党   | 1席        | 5席                    | 6席                    | 1席                    | 5席               | 6席               |                   |
|            | 新未來       | 未参选     | 未参选                 | 未参选                 | 5席                    | 0席               | 5席               |                   |
|            | 改革新黨     | 未参选     | 未参选                 | 未参选                 | 3席                    | 1席               | 4席               |                   |
|            | 自由統一黨   | 0席        | 0席                    | 0席                    | 1席                    | 0席               | 1席               |                   |
|            | 进步党       | 未参选     | 未参选                 | 未参选                 | 1席                    | 0席               | 1席               |                   |
|            | 祖國革新黨   | 0席        | 0席                    | 0席                    | 1席                    | 0席               | 1席               |                   |
|            | 新進步聯合   | 0席        | 0席                    | 0席                    | 0席                    | 1席               | 1席               |                   |
|            | 未来韩国党   | 未参选     | 19席                   | 19席                   | 并入未来统合党         | 并入未来统合党    | 并入未来统合党    |                   |
|            | 共同市民党   | 未参选     | 17席                   | 17席                   | 并入共同民主党         | 并入共同民主党    | 并入共同民主党    |                   |
|            | 国民之党     | 未参选     | 3席                    | 3席                    | 并入國民力量           | 并入國民力量      | 并入國民力量      |                   |
|            | 开放民主党   | 未参选     | 3席                    | 3席                    | 并入共同民主党         | 并入共同民主党    | 并入共同民主党    |                   |
|            | 无党籍       | 5席        | 未参选                 | 5席                    | 8席                    | 1席               | 9席               |                   |
| 合計       | 合計         | 合計       | 253席                  | 47席                   | 300席                  | 250席             | 47席              | 297席             |

## 議席變動
| \| 日期 \| 姓名 \| 所屬政黨 \| 選舉區 \| 事由 \| 政黨別 增減 \| 政黨別議席數 \| \| --------------- \| -------------------- \| ------------------------------- \| ------------------------------------------- \| ---------------------------------------------- \| ----------- \| ---------------------------------------------------------------------------------------------------------------------------------------------- \| \| 2020年 4月28日 \| 梁貞淑（朝鲜语：양정숙） \| 共同市民黨 → 無所屬 \| 比例代表 \| 共同市民黨除名 \| ±1 \| 共同民主黨 163席 未來統合黨 84席 未來韓國黨 19席 共同市民黨 16席 正義黨 6席 國民之黨 3席 開放民主黨 3席 無所屬 6席 \| \| 2020年 5月12日 \| 龍慧仁（朝鲜语：용혜인） \| 共同市民黨 → 基本所得黨 \| 比例代表 \| 共同市民黨除名，恢復原黨籍 \| ±1 \| 共同民主黨 163席 未來統合黨 84席 未來韓國黨 19席 共同市民黨 14席 正義黨 6席 國民之黨 3席 開放民主黨 3席 基本所得黨 1席 時代轉換 1席 無所屬 6席 \| \| 2020年 5月12日 \| 趙廷訓 \| 共同市民黨 → 時代轉換 \| 比例代表 \| 共同市民黨除名，恢復原黨籍 \| ±1 \| 共同民主黨 163席 未來統合黨 84席 未來韓國黨 19席 共同市民黨 14席 正義黨 6席 國民之黨 3席 開放民主黨 3席 基本所得黨 1席 時代轉換 1席 無所屬 6席 \| \| 2020年 5月15日 \| \| 共同市民黨 → 共同民主黨 \| 比例代表 \| 共同市民黨併入共同民主黨 \| ±14 \| 共同民主黨 177席 未來統合黨 84席 未來韓國黨 19席 正義黨 6席 國民之黨 3席 開放民主黨 3席 基本所得黨 1席 時代轉換 1席 無所屬 6席 \| \| 2020年 5月29日 \| \| 未來韓國黨 → 未來統合黨 \| 比例代表 \| 未來韓國黨併入未來統合黨 \| ±19 \| 共同民主黨 177席 未來統合黨 103席 正義黨 6席 國民之黨 3席 開放民主黨 3席 基本所得黨 1席 時代轉換 1席 無所屬 6席 \| \| 2020年 6月8日 \| 朴炳錫 \| 共同民主黨 → 無所屬 \| 大田西區甲（朝鲜语：서구 갑 (대전)） \| 當選第1任國會議長，黨籍凍結 \| ±1 \| 共同民主黨 176席 未來統合黨 103席 正義黨 6席 國民之黨 3席 開放民主黨 3席 基本所得黨 1席 時代轉換 1席 無所屬 7席 \| \| 2020年 9月2日 \| \| 未來統合黨 → 國民力量 \| 地域區84席 比例代表19席 \| 黨名變更 \| ±103 \| 共同民主黨 176席 國民力量 103席 正義黨 6席 國民之黨 3席 開放民主黨 3席 基本所得黨 1席 時代轉換 1席 無所屬 7席 \| \| 2020年 9月17日 \| 權性東 \| 無所屬 → 國民力量 \| 江原江陵市（朝鲜语：강릉시의 국회의원） \| 國民力量 復黨 \| ±1 \| 共同民主黨 176席 國民力量 104席 正義黨 6席 國民之黨 3席 開放民主黨 3席 基本所得黨 1席 時代轉換 1席 無所屬 6席 \| \| 2020年 9月18日 \| 金弘傑（朝鲜语：김홍걸） \| 共同民主黨 → 無所屬 \| 比例代表 \| 共同民主黨除名 \| ±1 \| 共同民主黨 175席 國民力量 104席 正義黨 6席 國民之黨 3席 開放民主黨 3席 基本所得黨 1席 時代轉換 1席 無所屬 7席 \| \| 2020年 9月23日 \| 朴德欽（朝鲜语：박덕흠） \| 國民力量 → 無所屬 \| 忠北報恩郡·沃川郡·永同郡·槐山郡（朝鲜语：보은군·옥천군·영동군·괴산군） \| 國民力量 脫黨 \| ±1 \| 共同民主黨 175席 國民力量 103席 正義黨 6席 國民之黨 3席 開放民主黨 3席 基本所得黨 1席 時代轉換 1席 無所屬 8席 \| \| 2020年 9月24日 \| 李相稷 \| 共同民主黨 → 無所屬 \| 全北全州市乙（朝鲜语：전주시 을） \| 共同民主黨 脫黨 \| ±1 \| 共同民主黨 174席 國民力量 103席 正義黨 6席 國民之黨 3席 開放民主黨 3席 基本所得黨 1席 時代轉換 1席 無所屬 9席 \| \| 2020年 12月22日 \| 田奉珉 \| 國民力量 → 無所屬 \| 釜山水營區（朝鲜语：수영구 (선거구)） \| 國民力量 脫黨 \| ±1 \| 共同民主黨 174席 國民力量 102席 正義黨 6席 國民之黨 3席 開放民主黨 3席 基本所得黨 1席 時代轉換 1席 無所屬 10席 \| \| 2021年 1月7日 \| 金台鎬 \| 無所屬 → 國民力量 \| 慶南山清郡·咸陽郡·居昌郡·陜川郡（朝鲜语：산청군·함양군·거창군·합천군） \| 國民力量 復黨 \| - \| 共同民主黨 174席 國民力量 102席 正義黨 6席 國民之黨 3席 開放民主黨 3席 基本所得黨 1席 時代轉換 1席 無所屬 10席 \| \| 2021年 1月7日 \| 金炳旭 \| 國民力量 → 無所屬 \| 慶北浦項市南區·鬱陵郡（朝鲜语：포항시 남구·울릉군） \| 國民力量 脫黨 \| - \| 共同民主黨 174席 國民力量 102席 正義黨 6席 國民之黨 3席 開放民主黨 3席 基本所得黨 1席 時代轉換 1席 無所屬 10席 \| \| 2021年 3月24日 \| 金鎭愛（朝鲜语：김진애） \| 開放民主黨 \| 比例代表 \| 參與2021年首爾市長補選辭職 \| - \| 共同民主黨 174席 國民力量 102席 正義黨 6席 國民之黨 3席 開放民主黨 3席 基本所得黨 1席 時代轉換 1席 無所屬 10席 \| \| 2021年 3月26日 \| 金宜謙（朝鲜语：김의겸） \| 開放民主黨 \| 比例代表 \| 遞補金鎮愛所遺席位 \| - \| 共同民主黨 174席 國民力量 102席 正義黨 6席 國民之黨 3席 開放民主黨 3席 基本所得黨 1席 時代轉換 1席 無所屬 10席 \| \| 2021年 4月14日 \| 宋彥錫 \| 國民力量 → 無所屬 \| 慶北金泉市（朝鲜语：김천시 (1996년 선거구)） \| 國民力量 脫黨 \| ±1 \| 共同民主黨 174席 國民力量 101席 正義黨 6席 國民之黨 3席 開放民主黨 3席 基本所得黨 1席 時代轉換 1席 無所屬 11席 \| \| 2021年 5月21日 \| 金炳旭 \| 無所屬 → 國民力量 \| 慶北浦項市南區·鬱陵郡（朝鲜语：포항시 남구·울릉군） \| 國民力量 復黨 \| ±1 \| 共同民主黨 174席 國民力量 102席 正義黨 6席 國民之黨 3席 開放民主黨 3席 基本所得黨 1席 時代轉換 1席 無所屬 10席 \| \| 2021年 6月8日 \| 尹美香（朝鲜语：윤미향） \| 共同民主黨 → 無所屬 \| 比例代表 \| 涉嫌房地產投機 共同民主黨除名 \| ±2 \| 共同民主黨 172席 國民力量 102席 正義黨 6席 國民之黨 3席 開放民主黨 3席 基本所得黨 1席 時代轉換 1席 無所屬 12席 \| \| 2021年 6月8日 \| 梁李媛瑛（朝鲜语：양이원영） \| 共同民主黨 → 無所屬 \| 比例代表 \| 違反農業土地法 共同民主黨除名 \| ±2 \| 共同民主黨 172席 國民力量 102席 正義黨 6席 國民之黨 3席 開放民主黨 3席 基本所得黨 1席 時代轉換 1席 無所屬 12席 \| \| 2021年 6月24日 \| 洪準杓 \| 無所屬 → 國民力量 \| 大邱壽城區乙（朝鲜语：수성구 을） \| 國民力量 復黨 \| ±1 \| 共同民主黨 172席 國民力量 103席 正義黨 6席 國民之黨 3席 開放民主黨 3席 基本所得黨 1席 時代轉換 1席 無所屬 11席 \| \| 2021年 7月14日 \| 梁香子 \| 共同民主黨 → 無所屬 \| 光州西區乙（朝鲜语：서구 을 (2004년 광주 선거구)） \| 涉嫌辦公室性行為 共同民主黨 脫黨 \| ±1 \| 共同民主黨 171席 國民力量 103席 正義黨 6席 國民之黨 3席 開放民主黨 3席 基本所得黨 1席 時代轉換 1席 無所屬 12席 \| \| 2021年 8月5日 \| 尹相現 \| 無所屬 → 國民力量 \| 仁川東區·彌鄒忽區乙（朝鲜语：인천 동구·미추홀구 을） \| 國民力量 復黨 \| ±1 \| 共同民主黨 171席 國民力量 104席 正義黨 6席 國民之黨 3席 開放民主黨 3席 基本所得黨 1席 時代轉換 1席 無所屬 11席 \| \| 2021年 8月27日 \| 宋彥錫 \| 無所屬 → 國民力量 \| 慶北金泉市（朝鲜语：김천시 (1996년 선거구)） \| 國民力量 復黨 \| ±1 \| 共同民主黨 171席 國民力量 105席 正義黨 6席 國民之黨 3席 開放民主黨 3席 基本所得黨 1席 時代轉換 1席 無所屬 10席 \| \| 2021年 8月28日 \| 鄭正淳 \| 共同民主黨 \| 忠北清州市上黨區（朝鲜语：청주시 상당구 (선거구)） \| 違反會計法遭解職 \| -1 \| 共同民主黨 170席 國民力量 105席 正義黨 6席 國民之黨 3席 開放民主黨 3席 基本所得黨 1席 時代轉換 1席 無所屬 10席 \| \| 2021年 9月13日 \| 尹喜淑 \| 國民力量 \| 首爾瑞草區甲（朝鲜语：서초구 갑） \| 因涉嫌炒房離職 \| -1 \| 共同民主黨 170席 國民力量 104席 正義黨 6席 國民之黨 3席 開放民主黨 3席 基本所得黨 1席 時代轉換 1席 無所屬 10席 \| \| 2021年 9月15日 \| 李洛淵 \| 共同民主黨 \| 首爾鍾路區（朝鲜语：종로구 (1988년 선거구)） \| 參選2022年韓國總統選舉辭職 \| -1 \| 共同民主黨 169席 國民力量 104席 正義黨 6席 國民之黨 3席 開放民主黨 3席 基本所得黨 1席 時代轉換 1席 無所屬 10席 \| \| 2021年 9月26日 \| 郭尚道 \| 國民力量 → 無所屬 \| 大邱中區·南區（朝鲜语：대구 중구·남구） \| 國民力量 脫黨 \| ±1 \| 共同民主黨 169席 國民力量 103席 正義黨 6席 國民之黨 3席 開放民主黨 3席 基本所得黨 1席 時代轉換 1席 無所屬 11席 \| \| 2021年 9月30日 \| 李圭閔 \| 共同民主黨 \| 京畿安城市（朝鲜语：안성시 (선거구)） \| 違反選舉法遭解職 \| ±1 \| 共同民主黨 168席 國民力量 103席 正義黨 6席 國民之黨 3席 開放民主黨 3席 基本所得黨 1席 時代轉換 1席 無所屬 11席 \| \| 2021年 10月8日 \| 梁李媛瑛（朝鲜语：양이원영） \| 無所屬 →共同民主黨 \| 比例代表 \| 共同民主黨 復黨 \| ±1 \| 共同民主黨 169席 國民力量 103席 正義黨 6席 國民之黨 3席 開放民主黨 3席 基本所得黨 1席 時代轉換 1席 無所屬 10席 \| \| 2021年 11月11日 \| 郭尚道 \| 無所屬 \| 大邱中區·南區（朝鲜语：대구 중구·남구） \| 因兒子涉金錢問題辭職 \| ±1 \| 共同民主黨 169席 國民力量 103席 正義黨 6席 國民之黨 3席 開放民主黨 3席 基本所得黨 1席 時代轉換 1席 無所屬 9席 \| \| 2021年 12月7日 \| 李容鎬 \| 無所屬 → 國民力量 \| 全北南原市·任實郡·淳昌郡（朝鲜语：남원시·임실군·순창군） \| 國民力量 入黨 \| ±2 \| 共同民主黨 169席 國民力量 105席 正義黨 6席 國民之黨 3席 開放民主黨 3席 基本所得黨 1席 時代轉換 1席 無所屬 7席 \| \| 2021年 12月7日 \| 田奉珉 \| 無所屬 → 國民力量 \| 釜山水營區（朝鲜语：수영구 (선거구)） \| 國民力量 復黨 \| ±2 \| 共同民主黨 169席 國民力量 105席 正義黨 6席 國民之黨 3席 開放民主黨 3席 基本所得黨 1席 時代轉換 1席 無所屬 7席 \| \| 2021年 12月30日 \| 朴德欽（朝鲜语：박덕흠） \| 無所屬 → 國民力量 \| 忠北報恩郡·沃川郡·永同郡·槐山郡（朝鲜语：보은군·옥천군·영동군·괴산군） \| 國民力量 復黨 \| ±1 \| 共同民主黨 175席 國民力量 106席 正義黨 6席 國民之黨 3席 開放民主黨 3席 基本所得黨 1席 時代轉換 1席 無所屬 6席 \| \| 2022年 1月18日 \| \| 開放民主黨 → 共同民主黨 \| 比例代表 \| 開放民主黨併入共同民主黨 \| ±3 \| 共同民主黨 172席 國民力量 106席 正義黨 6席 國民之黨 3席 基本所得黨 1席 時代轉換 1席 無所屬 6席 \| \| 2022年 3月9日 \| 崔在亨 \| 國民力量 \| 首爾鍾路區（朝鲜语：종로구 (1988년 선거구)） \| 3月9日補選當選 \| ±5 \| 共同民主黨 172席 國民力量 110席 正義黨 6席 國民之黨 3席 基本所得黨 1席 時代轉換 1席 無所屬 7席 \| \| 2022年 3月9日 \| 趙恩禧（朝鲜语：조은희 (정치인)） \| 國民力量 \| 首爾瑞草區甲（朝鲜语：서초구 갑） \| 3月9日補選當選 \| ±5 \| 共同民主黨 172席 國民力量 110席 正義黨 6席 國民之黨 3席 基本所得黨 1席 時代轉換 1席 無所屬 7席 \| \| 2022年 3月9日 \| 金學容（朝鲜语：김학용） \| 國民力量 \| 京畿安城市（朝鲜语：경기 시안성） \| 3月9日補選當選 \| ±5 \| 共同民主黨 172席 國民力量 110席 正義黨 6席 國民之黨 3席 基本所得黨 1席 時代轉換 1席 無所屬 7席 \| \| 2022年 3月9日 \| 鄭宇澤（朝鲜语：정우택 (1953년)） \| 國民力量 \| 忠北清州市上黨區（朝鲜语：청주시 상당구 (선거구)） \| 3月9日補選當選 \| ±5 \| 共同民主黨 172席 國民力量 110席 正義黨 6席 國民之黨 3席 基本所得黨 1席 時代轉換 1席 無所屬 7席 \| \| 2022年 3月9日 \| 林炳憲（朝鲜语：임병헌 (1953년)） \| 無所屬 \| 大邱中區·南區（朝鲜语：대구 중구·남구） \| 3月9日補選當選 \| ±5 \| 共同民主黨 172席 國民力量 110席 正義黨 6席 國民之黨 3席 基本所得黨 1席 時代轉換 1席 無所屬 7席 \| \| 2022年 4月20日 \| 閔馨培 \| 共同民主黨 → 無所屬 \| 光州光山區乙（朝鲜语：광산구 을） \| 共同民主黨 退黨 \| ±1 \| 共同民主黨 171席 國民力量 110席 正義黨 6席 國民之黨 3席 基本所得黨 1席 時代轉換 1席 無所屬 8席 \| \| 2022年 4月29日 \| 宋永吉 \| 共同民主黨 \| 仁川桂陽區乙（朝鲜语：계양구 을） \| 參選2022年大韓民國地方選舉辭職 \| -7 \| 共同民主黨 168席 國民力量 106席 正義黨 6席 國民之黨 3席 基本所得黨 1席 時代轉換 1席 無所屬 8席 \| \| 2022年 4月29日 \| 李光宰 \| 共同民主黨 \| 江原原州市甲（朝鲜语：원주시 갑） \| 參選2022年大韓民國地方選舉辭職 \| -7 \| 共同民主黨 168席 國民力量 106席 正義黨 6席 國民之黨 3席 基本所得黨 1席 時代轉換 1席 無所屬 8席 \| \| 2022年 4月29日 \| 吳憐勳 \| 共同民主黨 \| 濟州濟州市乙（朝鲜语：제주시 을） \| 參選2022年大韓民國地方選舉辭職 \| -7 \| 共同民主黨 168席 國民力量 106席 正義黨 6席 國民之黨 3席 基本所得黨 1席 時代轉換 1席 無所屬 8席 \| \| 2022年 4月29日 \| 洪準杓 \| 國民力量 \| 大邱壽城區乙（朝鲜语：종로구 (1988년 선거구)） \| 參選2022年大韓民國地方選舉辭職 \| -7 \| 共同民主黨 168席 國民力量 106席 正義黨 6席 國民之黨 3席 基本所得黨 1席 時代轉換 1席 無所屬 8席 \| \| 2022年 4月29日 \| 金恩慧 \| 國民力量 \| 京畿城南市盆唐區甲（朝鲜语：성남시 분당구 갑） \| 參選2022年大韓民國地方選舉辭職 \| -7 \| 共同民主黨 168席 國民力量 106席 正義黨 6席 國民之黨 3席 基本所得黨 1席 時代轉換 1席 無所屬 8席 \| \| 2022年 4月29日 \| 金泰欽 \| 國民力量 \| 忠南保寧市·舒川郡（朝鲜语：보령시·서천군） \| 參選2022年大韓民國地方選舉辭職 \| -7 \| 共同民主黨 168席 國民力量 106席 正義黨 6席 國民之黨 3席 基本所得黨 1席 時代轉換 1席 無所屬 8席 \| \| 2022年 4月29日 \| 朴完洙 \| 國民力量 \| 慶南昌原市義昌區（朝鲜语：창원시 의창구 (선거구)） \| 參選2022年大韓民國地方選舉辭職 \| -7 \| 共同民主黨 168席 國民力量 106席 正義黨 6席 國民之黨 3席 基本所得黨 1席 時代轉換 1席 無所屬 8席 \| \| 2022年 5月3日 \| \| 國民之黨 → 國民力量 \| 比例代表 \| 開放民主黨併入共同民主黨 \| ±3 \| 共同民主黨 168席 國民力量 109席 正義黨 6席 基本所得黨 1席 時代轉換 1席 無所屬 8席 \| \| 2022年 5月12日 \| 李相稷 \| 無所屬 \| 全北全州市乙（朝鲜语：전주시 을） \| 違反選舉法遭解職 \| -1 \| 共同民主黨 168席 國民力量 109席 正義黨 6席 基本所得黨 1席 時代轉換 1席 無所屬 7席 \| \| 2022年 5月16日 \| 朴完柱 \| 共同民主黨 → 無所屬 \| 忠南天安市乙（朝鲜语：전주시 을） \| 涉嫌性醜聞 共同民主黨 開除 \| ±1 \| 共同民主黨 167席 國民力量 109席 正義黨 6席 基本所得黨 1席 時代轉換 1席 無所屬 8席 \| \| 2022年 5月20日 \| 李永 \| 國民力量 \| 比例代表 \| 就任中小風投企業部部長辭職 \| - \| 共同民主黨 167席 國民力量 109席 正義黨 6席 基本所得黨 1席 時代轉換 1席 無所屬 8席 \| \| 2022年 5月23日 \| 魯容昊（朝鲜语：노용호 (정치인)） \| 國民力量 \| 比例代表 \| 遞補李永所遺席位 \| - \| 共同民主黨 167席 國民力量 109席 正義黨 6席 基本所得黨 1席 時代轉換 1席 無所屬 8席 \| \| 2022年 5月30日 \| 朴炳錫 \| 無所屬 → 共同民主黨 \| 大田西區甲（朝鲜语：서구 갑 (대전)） \| 第一任國會議長任期屆滿，恢復黨籍 \| ±1 \| 共同民主黨 168席 國民力量 109席 正義黨 6席 基本所得黨 1席 時代轉換 1席 無所屬 7席 \| \| 2022年 6月2日 \| 李在明 \| 共同民主黨 \| 仁川桂陽區乙（朝鲜语：계양구 을） \| 6月1日補選當選 \| +2 \| 共同民主黨 170席 國民力量114席 正義黨 6席 國民之黨 3席 基本所得黨 1席 時代轉換 1席 無所屬 7席 \| \| 2022年 6月2日 \| 金翰奎（朝鲜语：김한규 (1974년)） \| 共同民主黨 \| 濟州濟州市乙（朝鲜语：제주시 을） \| 6月1日補選當選 \| +2 \| 共同民主黨 170席 國民力量114席 正義黨 6席 國民之黨 3席 基本所得黨 1席 時代轉換 1席 無所屬 7席 \| \| 2022年 6月2日 \| 朴正河（朝鲜语：박정하 (정치인)） \| 國民力量 \| 江原原州市甲（朝鲜语：원주시 갑） \| 6月1日補選當選 \| +5 \| 共同民主黨 170席 國民力量114席 正義黨 6席 國民之黨 3席 基本所得黨 1席 時代轉換 1席 無所屬 7席 \| \| 2022年 6月2日 \| 李仁善（朝鲜语：이인선 (1959년)） \| 國民力量 \| 大邱壽城區乙（朝鲜语：종로구 (1988년 선거구)） \| 6月1日補選當選 \| +5 \| 共同民主黨 170席 國民力量114席 正義黨 6席 國民之黨 3席 基本所得黨 1席 時代轉換 1席 無所屬 7席 \| \| 2022年 6月2日 \| 安哲秀 \| 國民力量 \| 京畿城南市盆唐區甲（朝鲜语：성남시 분당구 갑） \| 6月1日補選當選 \| +5 \| 共同民主黨 170席 國民力量114席 正義黨 6席 國民之黨 3席 基本所得黨 1席 時代轉換 1席 無所屬 7席 \| \| 2022年 6月2日 \| 張東赫（朝鲜语：장동혁 (정치인)） \| 國民力量 \| 忠南保寧市·舒川郡（朝鲜语：보령시·서천군） \| 6月1日補選當選 \| +5 \| 共同民主黨 170席 國民力量114席 正義黨 6席 國民之黨 3席 基本所得黨 1席 時代轉換 1席 無所屬 7席 \| \| 2022年 6月2日 \| 金映宣（朝鲜语：김영선 (1960년)） \| 國民力量 \| 慶南昌原市義昌區（朝鲜语：창원시 의창구 (선거구)） \| 6月1日補選當選 \| +5 \| 共同民主黨 170席 國民力量114席 正義黨 6席 國民之黨 3席 基本所得黨 1席 時代轉換 1席 無所屬 7席 \| \| 2022年 6月2日 \| 趙太庸 \| 國民力量 \| 比例代表 \| 就任韓國駐美大使辭職 \| - \| 共同民主黨 170席 國民力量114席 正義黨 6席 國民之黨 3席 基本所得黨 1席 時代轉換 1席 無所屬 7席 \| \| 2022年 6月10日 \| 崔英姬（朝鲜语：최영희 (1951년)） \| 國民力量 \| 比例代表 \| 遞補趙太庸所遺席位 \| - \| 共同民主黨 170席 國民力量114席 正義黨 6席 國民之黨 3席 基本所得黨 1席 時代轉換 1席 無所屬 7席 \| \| 2022年 6月13日 \| 林炳憲（朝鲜语：임병헌 (1953년)） \| 無所屬 → 國民力量 \| 大邱中區·南區（朝鲜语：대구 중구·남구） \| 國民力量 復黨 \| ±1 \| 共同民主黨 170席 國民力量 115席 正義黨 6席 基本所得黨 1席 時代轉換 1席 無所屬 6席 \| \| 2022年 7月4日 \| 金振杓 \| 共同民主黨 → 無所屬 \| 京畿水原市戊（朝鲜语：수원시 무） \| 當選第2任國會議長，黨籍凍結 \| ±1 \| 共同民主黨 169席 國民力量 115席 正義黨 6席 基本所得黨 1席 時代轉換 1席 無所屬 7席 \| \| 2023年 4月5日 \| 姜聖熙（朝鲜语：강성희 (정치인)） \| 進步黨 \| 全北全州市乙（朝鲜语：전주시 을） \| 4月5日補選（朝鲜语：2023년_대한민국_재보궐선거#4월_5일_재보궐선거）當選 \| ±1 \| 共同民主黨 169席 國民力量 115席 正義黨 6席 進步黨 1席 基本所得黨 1席 時代轉換 1席 無所屬 7席 \| \| 2023年 4月26日 \| 閔馨培 \| 無所屬 → 共同民主黨 \| 光州光山區乙（朝鲜语：광산구 을） \| 共同民主黨 復黨 \| ±1 \| 共同民主黨 170席 國民力量 115席 正義黨 6席 進步黨 1席 基本所得黨 1席 時代轉換 1席 無所屬 6席 \| \| 2023年 5月3日 \| 尹官石 \| 共同民主黨 → 無所屬 \| 仁川南洞區乙（朝鲜语：남동구 을） \| 涉嫌收受全國代表大會的經費 共同民主黨脫黨 \| ±2 \| 共同民主黨 168席 國民力量 115席 正義黨 6席 進步黨 1席 基本所得黨 1席 時代轉換 1席 無所屬 8席 \| \| 2023年 5月3日 \| 李成萬 \| 共同民主黨 → 無所屬 \| 仁川仁川富平區甲（朝鲜语：부평구 갑） \| 涉嫌收受全國代表大會的經費 共同民主黨脫黨 \| ±2 \| 共同民主黨 168席 國民力量 115席 正義黨 6席 進步黨 1席 基本所得黨 1席 時代轉換 1席 無所屬 8席 \| \| 2023年 5月14日 \| 金南局 \| 共同民主黨 → 無所屬 \| 京畿安山市檀園區乙（朝鲜语：광산구 을） \| 涉嫌炒幣 共同民主黨脫黨 \| ±1 \| 共同民主黨 167席 國民力量 115席 正義黨 6席 進步黨 1席 基本所得黨 1席 時代轉換 1席 無所屬 9席 \| \| 2023年 5月18日 \| 金善教 \| 國民力量 \| 京畿驪州市·楊平郡（朝鲜语：여주시·양평군） \| 違反選舉法遭解職 \| -1 \| 共同民主黨 167席 國民力量 114席 正義黨 6席 進步黨 1席 基本所得黨 1席 時代轉換 1席 無所屬 9席 \| \| 2023年 5月24日 \| 河榮帝 \| 國民力量 → 無所屬 \| 慶南泗川市·南海郡·河東郡（朝鲜语：사천시·남해군·하동군） \| 違反政治資助法 國民力量脫黨 \| ±1 \| 共同民主黨 167席 國民力量 113席 正義黨 6席 進步黨 1席 基本所得黨 1席 時代轉換 1席 無所屬 10席 \| \| 2023年 6月19日 \| 皇甫承希 \| 國民力量 → 無所屬 \| 釜山中區·影島區（朝鲜语：중구·영도구 (2016년 선거구)） \| 爭取提名時賄選 國民力量脫黨 \| ±1 \| 共同民主黨 167席 國民力量 112席 正義黨 6席 進步黨 1席 基本所得黨 1席 時代轉換 1席 無所屬 11席 \| \| 2023年 7月7日 \| 金弘傑（朝鲜语：김홍걸） \| 無所屬 → 共同民主黨 \| 比例代表 \| 共同民主黨 復黨 \| ±1 \| 共同民主黨 168席 國民力量 112席 正義黨 6席 進步黨 1席 基本所得黨 1席 時代轉換 1席 無所屬 10席 \| \| 2023年 8月18日 \| 鄭燦敏 \| 國民力量 \| 京畿龍仁市甲（朝鲜语：용인시 갑） \| 被判受賄罪遭解職 \| -1 \| 共同民主黨 168席 國民力量 111席 正義黨 6席 進步黨 1席 基本所得黨 1席 時代轉換 1席 無所屬 10席 \| \| 2023年 8月28日 \| 梁香子 \| 無所屬→韓國希望 \| 光州西區乙（朝鲜语：서구 을 (2004년 광주 선거구)） \| 成立政黨 \| ±1 \| 共同民主黨 168席 國民力量 111席 正義黨 6席 進步黨 1席 基本所得黨 1席 時代轉換 1席 韓國希望 1席 無所屬 9席 \| \| 2023年 9月18日 \| 崔康旭（朝鲜语：최강욱） \| 共同民主黨 \| 比例代表 \| 因向前法務部長曹國之子撰寫虛假實習確認書遭解職 \| ±1 \| 共同民主黨 168席 國民力量 111席 正義黨 6席 進步黨 1席 基本所得黨 1席 時代轉換 1席 韓國希望 1席 無所屬 9席 \| \| 2023年 9月18日 \| 許淑湞（朝鲜语：허숙정） \| 共同民主黨 \| 比例代表 \| 遞補崔康旭所遺席位 \| ±1 \| 共同民主黨 168席 國民力量 111席 正義黨 6席 進步黨 1席 基本所得黨 1席 時代轉換 1席 韓國希望 1席 無所屬 9席 \| \| 2023年 10月31日 \| 申源湜 \| 國民力量 \| 比例代表 \| 就任國防部長辭職 \| ±1 \| 共同民主黨 168席 國民力量 111席 正義黨 6席 進步黨 1席 基本所得黨 1席 時代轉換 1席 韓國希望 1席 無所屬 9席 \| \| 2023年 10月31日 \| 禹信九（朝鲜语：우신구） \| 國民力量 \| 比例代表 \| 遞補申源湜所遺席位 \| ±1 \| 共同民主黨 168席 國民力量 111席 正義黨 6席 進步黨 1席 基本所得黨 1席 時代轉換 1席 韓國希望 1席 無所屬 9席 \| \| 2023年 11月9日 \| 趙廷訓 \| 時代轉換 → 國民力量 \| 比例代表 \| 時代轉換併入國民力量 \| ±1 \| 共同民主黨 168席 國民力量 112席 正義黨 6席 進步黨 1席 基本所得黨 1席 韓國希望 1席 無所屬 9席 \| \| 2023年 12月3日 \| 李相珉 \| 共同民主黨 → 無所屬 \| 大田儒城區乙（朝鲜语：유성구 을） \| 共同民主黨 脫黨 \| ±1 \| 共同民主黨 167席 國民力量 112席 正義黨 6席 進步黨 1席 基本所得黨 1席 韓國希望 1席 無所屬 10席 \| \| 2024年 1月3日 \| 許垠娥（朝鲜语：허은아） \| 國民力量 \| 比例代表 \| 退出國民力量而喪失議員席次 \| ±1 \| 共同民主黨 167席 國民力量 112席 正義黨 6席 進步黨 1席 基本所得黨 1席 韓國希望 1席 無所屬 10席 \| \| 2024年 1月3日 \| 金恩稀（朝鲜语：김은희 (1991년)） \| 國民力量 \| 比例代表 \| 遞補許垠娥所遺席位 \| ±1 \| 共同民主黨 167席 國民力量 112席 正義黨 6席 進步黨 1席 基本所得黨 1席 韓國希望 1席 無所屬 10席 \| \| 2024年 1月8日 \| 李相珉 \| 無所屬 →國民力量 \| 大田儒城區乙（朝鲜语：유성구 을） \| 國民力量 入黨 \| ±1 \| 共同民主黨 167席 國民力量 113席 正義黨 6席 進步黨 1席 基本所得黨 1席 韓國希望 1席 無所屬 9席 \| \| 2024年 1月10日 \| 趙應天 \| 共同民主黨 → 無所屬 \| 京畿南楊州市甲（朝鲜语：남양주시 갑） \| 共同民主黨 脫黨 \| ±1 \| 共同民主黨 164席 國民力量 112席 正義黨 6席 進步黨 1席 基本所得黨 1席 韓國希望 1席 無所屬 12席 \| \| 2024年 1月10日 \| 李元旭 \| 共同民主黨 → 無所屬 \| 京畿華城市乙（朝鲜语：화성시 을） \| 共同民主黨 脫黨 \| \| 共同民主黨 164席 國民力量 112席 正義黨 6席 進步黨 1席 基本所得黨 1席 韓國希望 1席 無所屬 12席 \| \| 2024年 1月10日 \| 金鍾民 \| 共同民主黨 → 無所屬 \| 忠南論山市·雞龍市·錦山郡（朝鲜语：논산시·계룡시·금산군） \| 共同民主黨 脫黨 \| \| 共同民主黨 164席 國民力量 112席 正義黨 6席 進步黨 1席 基本所得黨 1席 韓國希望 1席 無所屬 12席 \| \| 2024年 1月24日 \| 梁香子 \| 韓國希望 →改革新黨 \| 光州西區乙（朝鲜语：서구 을 (2004년 광주 선거구)） \| 韓國希望併入改革新黨 \| ±1 \| 共同民主黨 164席 國民力量 113席 正義黨 6席 進步黨 1席 基本所得黨 1席 時代轉換 1席 改革新黨 1席 無所屬 12席 \| \| 2024年 1月25日 \| 柳浩貞（朝鲜语：류호정） \| 正義黨 \| 比例代表 \| 退出正義黨而喪失議員席次 \| ±2 \| 共同民主黨 164席 國民力量 113席 正義黨 6席 進步黨 1席 基本所得黨 1席 時代轉換 1席 改革新黨 1席 無所屬 12席 \| \| 2024年 1月25日 \| 李恩周（朝鲜语：이은주 (1969년)） \| 正義黨 \| 比例代表 \| 辭職 \| ±2 \| 共同民主黨 164席 國民力量 113席 正義黨 6席 進步黨 1席 基本所得黨 1席 時代轉換 1席 改革新黨 1席 無所屬 12席 \| \| 2024年 1月25日 \| 梁暻圭（朝鲜语：양경규） \| 正義黨 \| 比例代表 \| 遞補李恩周所遺席位 \| ±2 \| 共同民主黨 164席 國民力量 113席 正義黨 6席 進步黨 1席 基本所得黨 1席 時代轉換 1席 改革新黨 1席 無所屬 12席 \| \| 2024年 1月25日 \| 李茉莉（朝鲜语：이자스민） \| 正義黨 \| 比例代表 \| 遞補柳浩貞所遺席位 \| ±2 \| 共同民主黨 164席 國民力量 113席 正義黨 6席 進步黨 1席 基本所得黨 1席 時代轉換 1席 改革新黨 1席 無所屬 12席 \| \| 2024年 1月29日 \| 權垠希（朝鲜语：권은희 (1974년)） \| 國民力量 \| 比例代表 \| 退出國民力量而喪失議員席次 \| ±1 \| 共同民主黨 164席 國民力量 113席 正義黨 6席 進步黨 1席 基本所得黨 1席 時代轉換 1席 改革新黨 1席 無所屬 12席 \| \| 2024年 1月29日 \| 金僅泰（朝鲜语：김근태 (1990년)） \| 國民力量 \| 比例代表 \| 遞補權垠希所遺席位 \| ±1 \| 共同民主黨 164席 國民力量 113席 正義黨 6席 進步黨 1席 基本所得黨 1席 時代轉換 1席 改革新黨 1席 無所屬 12席 \| \| 2024年 2月3日 \| \| 正義黨 → 綠色正義黨 \| 地域區1席 比例代表5席 \| 黨名變更 \| ±6 \| 共同民主黨 164席 國民力量 113席 綠色正義黨 6席 進步黨 1席 新進步聯合 1席 時代轉換 1席 改革新黨 1席 無所屬 12席 \| \| 2024年 2月3日 \| 龍慧仁（朝鲜语：용혜인） \| 基本所得黨 → 新進步聯合 \| 比例代表 \| 黨名變更 \| ±1 \| 共同民主黨 164席 國民力量 113席 綠色正義黨 6席 進步黨 1席 新進步聯合 1席 時代轉換 1席 改革新黨 1席 無所屬 12席 \| \| 2024年 2月4日 \| 金鍾民 \| 無所屬 → 新未來 \| 忠南論山市·雞龍市·錦山郡（朝鲜语：논산시·계룡시·금산군） \| 成立政黨 \| ±1 \| 共同民主黨 164席 國民力量 113席 綠色正義黨 6席 進步黨 1席 新進步聯合 1席 時代轉換 1席 改革新黨 1席 新未來 1席 無所屬 11席 \| \| 2023年 5月18日 \| 林鍾聲 \| 共同民主黨 \| 京畿廣州市乙（朝鲜语：광주시 을） \| 違反選舉法遭解職 \| -1 \| 共同民主黨 163席 國民力量 113席 綠色正義黨 6席 進步黨 1席 新進步聯合 1席 時代轉換 1席 改革新黨 1席 新未來 1席 無所屬 11席 \| \| 2024年 1月10日 \| 趙應天 \| 無所屬 → 改革新黨 \| 京畿南楊州市甲（朝鲜语：남양주시 갑） \| 新未來併入改革新黨 \| ±2 \| 共同民主黨 163席 國民力量 112席 綠色正義黨 6席 改革新黨 4席 進步黨 1席 新進步聯合 1席 無所屬 9席 \| \| 2024年 1月10日 \| 李元旭 \| 無所屬 → 改革新黨 \| 京畿華城市乙（朝鲜语：화성시 을） \| 新未來併入改革新黨 \| ±2 \| 共同民主黨 163席 國民力量 112席 綠色正義黨 6席 改革新黨 4席 進步黨 1席 新進步聯合 1席 無所屬 9席 \| \| 2024年 1月10日 \| 金鍾民 \| 新未來 → 改革新黨 \| 忠南論山市·雞龍市·錦山郡（朝鲜语：논산시·계룡시·금산군） \| 新未來併入改革新黨 \| ±1 \| 共同民主黨 163席 國民力量 112席 綠色正義黨 6席 改革新黨 4席 進步黨 1席 新進步聯合 1席 無所屬 9席 \| \| 2024年 2月14日 \| 梁貞淑（朝鲜语：양정숙） \| 無所屬 → 改革新黨 \| 比例代表 \| 改革新黨 入黨 \| ±1 \| 共同民主黨 163席 國民力量 112席 綠色正義黨 6席 改革新黨 5席 進步黨 1席 新進步聯合 1席 無所屬 8席 \| \| 2024年 2月19日 \| 金榮珠 \| 共同民主黨 → 無所屬 \| 首爾永登浦區甲（朝鲜语：영등포구 갑） \| 共同民主黨 脫黨 \| ±1 \| 共同民主黨 162席 國民力量 112席 綠色正義黨 6席 改革新黨 5席 進步黨 1席 新進步聯合 1席 無所屬 9席 \| \| 2024年 2月20日 \| 金鍾民 \| 改革新黨 → 新未來 \| 忠南論山市·雞龍市·錦山郡（朝鲜语：논산시·계룡시·금산군） \| 撤回與改革新黨合併，恢復新未來黨籍 \| ±1 \| 共同民主黨 162席 國民力量 113席 綠色正義黨 6席 改革新黨 4席 進步黨 1席 新進步聯合 1席 新未來 1席 無所屬 9席 \| \| 2024年 2月22日 \| 李秀眞 \| 共同民主黨 → 無所屬 \| 首爾銅雀區乙（朝鲜语：동작구 을） \| 共同民主黨 脫黨 \| ±1 \| 共同民主黨 161席 國民力量 113席 綠色正義黨 6席 改革新黨 4席 進步黨 1席 新進步聯合 1席 新未來 1席 無所屬 10席 \| \| 2024年 2月27日 \| 朴英淳 \| 共同民主黨 → 新未來 \| 大田大德區（朝鲜语：대덕구 (선거구)） \| 更換黨籍 \| ±1 \| 共同民主黨 160席 國民力量 113席 綠色正義黨 6席 改革新黨 4席 新未來 2席 進步黨 1席 新進步聯合 1席 無所屬 10席 \| \| 2024年 2月28日 \| 薛勳 \| 共同民主黨 → 無所屬 \| 京畿富川市乙（朝鲜语：부천시 을） \| 共同民主黨 脫黨 \| ±2 \| 共同民主黨 158席 國民力量 113席 綠色正義黨 6席 改革新黨 4席 新未來 2席 進步黨 1席 新進步聯合 1席 無所屬 12席 \| \| 2024年 2月28日 \| 李相憲 \| 共同民主黨 → 無所屬 \| 蔚山北區（朝鲜语：북구 (울산 선거구)） \| \| ±2 \| 共同民主黨 158席 國民力量 113席 綠色正義黨 6席 改革新黨 4席 新未來 2席 進步黨 1席 新進步聯合 1席 無所屬 12席 \| \| 2024年 3月4日 \| 金榮珠 \| 無所屬 →國民力量 \| 首爾永登浦區甲（朝鲜语：영등포구 갑） \| 國民力量 入黨 \| ±1 \| 共同民主黨 158席 國民力量 114席 綠色正義黨 6席 改革新黨 4席 新未來 2席 進步黨 1席 \| \| 2024年 3月7日 \| 洪永杓 \| 共同民主黨 → 新未來 \| 仁川富平區乙（朝鲜语：부평구 을） \| 更換黨籍 \| ±1 \| 共同民主黨 157席 國民力量 114席 綠色正義黨 6席 改革新黨 4席 新未來 3席 進步黨 1席 新進步聯合 1席 無所屬 11席 \| \| 2024年 3月8日 \| 皇甫承希 \| 無所屬 → 自由統一黨（朝鲜语：자유통일당 (2022년)） \| 釜山中區·影島區（朝鲜语：중구·영도구 (2016년 선거구)） \| 自由統一黨 入黨 \| ±1 \| 共同民主黨 156席 國民力量 114席 綠色正義黨 6席 改革新黨 4席 新未來 3席 進步黨 1席 新進步聯合 1席 自由統一黨 1席 祖國革新黨1席 無所屬 10席 \| \| 2024年 3月8日 \| 黃雲夏 \| 共同民主黨 → 祖國革新黨 \| 大田中區（朝鲜语：중구 (대전 선거구)） \| 更換黨籍 \| ±1 \| 共同民主黨 156席 國民力量 114席 綠色正義黨 6席 改革新黨 4席 新未來 3席 進步黨 1席 新進步聯合 1席 自由統一黨 1席 祖國革新黨1席 無所屬 10席 \| \| 2024年 3月11日 \| 全惠淑 \| 共同民主黨 → 無所屬 \| 首爾廣津區甲（朝鲜语：광진구 갑） \| 共同民主黨 脫黨 \| ±1 \| 共同民主黨 155席 國民力量 114席 綠色正義黨 6席 改革新黨 4席 新未來 3席 進步黨 1席 新進步聯合 1席 自由統一黨 1席 祖國革新黨 1席 無所屬 11席 \| \| 2024年 3月17日 \| 吳永煥 \| 共同民主黨 → 新未來 \| 京畿議政府市甲（朝鲜语：의정부시 갑） \| 更換黨籍 \| ±2 \| 共同民主黨 154席 國民力量 114席 綠色正義黨 6席 新未來 5席 改革新黨 4席 進步黨 1席 新進步聯合 1席 自由統一黨 1席 祖國革新黨 1席 無所屬 10席 \| \| 2024年 3月17日 \| 薛勳 \| 無所屬 → 新未來 \| 京畿富川市乙（朝鲜语：부천시 을） \| 新未來 入黨 \| ±2 \| 共同民主黨 154席 國民力量 114席 綠色正義黨 6席 新未來 5席 改革新黨 4席 進步黨 1席 新進步聯合 1席 自由統一黨 1席 祖國革新黨 1席 無所屬 10席 \| |          |                         |                                 |                                                |             | |
| 日期 | 姓名     | 所屬政黨                | 選舉區                          | 事由                                           | 政黨別 增減 | 政黨別議席數 |
| 2020年 4月28日 | 梁貞淑   | 共同市民黨 → 無所屬     | 比例代表                        | 共同市民黨除名                                 | ±1          | 共同民主黨 163席 未來統合黨 84席 未來韓國黨 19席 共同市民黨 16席 正義黨 6席 國民之黨 3席 開放民主黨 3席 無所屬 6席                             |
| 2020年 5月12日 | 龍慧仁   | 共同市民黨 → 基本所得黨 | 比例代表                        | 共同市民黨除名，恢復原黨籍                     | ±1          | 共同民主黨 163席 未來統合黨 84席 未來韓國黨 19席 共同市民黨 14席 正義黨 6席 國民之黨 3席 開放民主黨 3席 基本所得黨 1席 時代轉換 1席 無所屬 6席 |
| 2020年 5月12日 | 趙廷訓   | 共同市民黨 → 時代轉換   | 比例代表                        | 共同市民黨除名，恢復原黨籍                     | ±1          | 共同民主黨 163席 未來統合黨 84席 未來韓國黨 19席 共同市民黨 14席 正義黨 6席 國民之黨 3席 開放民主黨 3席 基本所得黨 1席 時代轉換 1席 無所屬 6席 |
| 2020年 5月15日 |          | 共同市民黨 → 共同民主黨 | 比例代表                        | 共同市民黨併入共同民主黨                       | ±14         | 共同民主黨 177席 未來統合黨 84席 未來韓國黨 19席 正義黨 6席 國民之黨 3席 開放民主黨 3席 基本所得黨 1席 時代轉換 1席 無所屬 6席                 |
| 2020年 5月29日 |          | 未來韓國黨 → 未來統合黨 | 比例代表                        | 未來韓國黨併入未來統合黨                       | ±19         | 共同民主黨 177席 未來統合黨 103席 正義黨 6席 國民之黨 3席 開放民主黨 3席 基本所得黨 1席 時代轉換 1席 無所屬 6席                                |
| 2020年 6月8日 | 朴炳錫   | 共同民主黨 → 無所屬     | 大田西區甲                      | 當選第1任國會議長，黨籍凍結                    | ±1          | 共同民主黨 176席 未來統合黨 103席 正義黨 6席 國民之黨 3席 開放民主黨 3席 基本所得黨 1席 時代轉換 1席 無所屬 7席                                |
| 2020年 9月2日 |          | 未來統合黨 → 國民力量   | 地域區84席 比例代表19席         | 黨名變更                                       | ±103        | 共同民主黨 176席 國民力量 103席 正義黨 6席 國民之黨 3席 開放民主黨 3席 基本所得黨 1席 時代轉換 1席 無所屬 7席                                  |
| 2020年 9月17日 | 權性東   | 無所屬 → 國民力量       | 江原江陵市                      | 國民力量 復黨                                  | ±1          | 共同民主黨 176席 國民力量 104席 正義黨 6席 國民之黨 3席 開放民主黨 3席 基本所得黨 1席 時代轉換 1席 無所屬 6席                                  |
| 2020年 9月18日 | 金弘傑   | 共同民主黨 → 無所屬     | 比例代表                        | 共同民主黨除名                                 | ±1          | 共同民主黨 175席 國民力量 104席 正義黨 6席 國民之黨 3席 開放民主黨 3席 基本所得黨 1席 時代轉換 1席 無所屬 7席                                  |
| 2020年 9月23日 | 朴德欽   | 國民力量 → 無所屬       | 忠北報恩郡·沃川郡·永同郡·槐山郡 | 國民力量 脫黨                                  | ±1          | 共同民主黨 175席 國民力量 103席 正義黨 6席 國民之黨 3席 開放民主黨 3席 基本所得黨 1席 時代轉換 1席 無所屬 8席                                  |
| 2020年 9月24日 | 李相稷   | 共同民主黨 → 無所屬     | 全北全州市乙                    | 共同民主黨 脫黨                                | ±1          | 共同民主黨 174席 國民力量 103席 正義黨 6席 國民之黨 3席 開放民主黨 3席 基本所得黨 1席 時代轉換 1席 無所屬 9席                                  |
| 2020年 12月22日 | 田奉珉   | 國民力量 → 無所屬       | 釜山水營區                      | 國民力量 脫黨                                  | ±1          | 共同民主黨 174席 國民力量 102席 正義黨 6席 國民之黨 3席 開放民主黨 3席 基本所得黨 1席 時代轉換 1席 無所屬 10席                                 |
| 2021年 1月7日 | 金台鎬   | 無所屬 → 國民力量       | 慶南山清郡·咸陽郡·居昌郡·陜川郡 | 國民力量 復黨                                  | -           | 共同民主黨 174席 國民力量 102席 正義黨 6席 國民之黨 3席 開放民主黨 3席 基本所得黨 1席 時代轉換 1席 無所屬 10席                                 |
| 2021年 1月7日 | 金炳旭   | 國民力量 → 無所屬       | 慶北浦項市南區·鬱陵郡           | 國民力量 脫黨                                  | -           | 共同民主黨 174席 國民力量 102席 正義黨 6席 國民之黨 3席 開放民主黨 3席 基本所得黨 1席 時代轉換 1席 無所屬 10席                                 |
| 2021年 3月24日 | 金鎭愛   | 開放民主黨              | 比例代表                        | 參與2021年首爾市長補選辭職                     | -           | 共同民主黨 174席 國民力量 102席 正義黨 6席 國民之黨 3席 開放民主黨 3席 基本所得黨 1席 時代轉換 1席 無所屬 10席                                 |
| 2021年 3月26日 | 金宜謙   | 開放民主黨              | 比例代表                        | 遞補金鎮愛所遺席位                             | -           | 共同民主黨 174席 國民力量 102席 正義黨 6席 國民之黨 3席 開放民主黨 3席 基本所得黨 1席 時代轉換 1席 無所屬 10席                                 |
| 2021年 4月14日 | 宋彥錫   | 國民力量 → 無所屬       | 慶北金泉市                      | 國民力量 脫黨                                  | ±1          | 共同民主黨 174席 國民力量 101席 正義黨 6席 國民之黨 3席 開放民主黨 3席 基本所得黨 1席 時代轉換 1席 無所屬 11席                                 |
| 2021年 5月21日 | 金炳旭   | 無所屬 → 國民力量       | 慶北浦項市南區·鬱陵郡           | 國民力量 復黨                                  | ±1          | 共同民主黨 174席 國民力量 102席 正義黨 6席 國民之黨 3席 開放民主黨 3席 基本所得黨 1席 時代轉換 1席 無所屬 10席                                 |
| 2021年 6月8日 | 尹美香   | 共同民主黨 → 無所屬     | 比例代表                        | 涉嫌房地產投機 共同民主黨除名                  | ±2          | 共同民主黨 172席 國民力量 102席 正義黨 6席 國民之黨 3席 開放民主黨 3席 基本所得黨 1席 時代轉換 1席 無所屬 12席                                 |
| 2021年 6月8日 | 梁李媛瑛 | 共同民主黨 → 無所屬     | 比例代表                        | 違反農業土地法 共同民主黨除名                  | ±2          | 共同民主黨 172席 國民力量 102席 正義黨 6席 國民之黨 3席 開放民主黨 3席 基本所得黨 1席 時代轉換 1席 無所屬 12席                                 |
| 2021年 6月24日 | 洪準杓   | 無所屬 → 國民力量       | 大邱壽城區乙                    | 國民力量 復黨                                  | ±1          | 共同民主黨 172席 國民力量 103席 正義黨 6席 國民之黨 3席 開放民主黨 3席 基本所得黨 1席 時代轉換 1席 無所屬 11席                                 |
| 2021年 7月14日 | 梁香子   | 共同民主黨 → 無所屬     | 光州西區乙                      | 涉嫌辦公室性行為 共同民主黨 脫黨               | ±1          | 共同民主黨 171席 國民力量 103席 正義黨 6席 國民之黨 3席 開放民主黨 3席 基本所得黨 1席 時代轉換 1席 無所屬 12席                                 |
| 2021年 8月5日 | 尹相現   | 無所屬 → 國民力量       | 仁川東區·彌鄒忽區乙             | 國民力量 復黨                                  | ±1          | 共同民主黨 171席 國民力量 104席 正義黨 6席 國民之黨 3席 開放民主黨 3席 基本所得黨 1席 時代轉換 1席 無所屬 11席                                 |
| 2021年 8月27日 | 宋彥錫   | 無所屬 → 國民力量       | 慶北金泉市                      | 國民力量 復黨                                  | ±1          | 共同民主黨 171席 國民力量 105席 正義黨 6席 國民之黨 3席 開放民主黨 3席 基本所得黨 1席 時代轉換 1席 無所屬 10席                                 |
| 2021年 8月28日 | 鄭正淳   | 共同民主黨              | 忠北清州市上黨區                | 違反會計法遭解職                               | -1          | 共同民主黨 170席 國民力量 105席 正義黨 6席 國民之黨 3席 開放民主黨 3席 基本所得黨 1席 時代轉換 1席 無所屬 10席                                 |
| 2021年 9月13日 | 尹喜淑   | 國民力量                | 首爾瑞草區甲                    | 因涉嫌炒房離職                                 | -1          | 共同民主黨 170席 國民力量 104席 正義黨 6席 國民之黨 3席 開放民主黨 3席 基本所得黨 1席 時代轉換 1席 無所屬 10席                                 |
| 2021年 9月15日 | 李洛淵   | 共同民主黨              | 首爾鍾路區                      | 參選2022年韓國總統選舉辭職                     | -1          | 共同民主黨 169席 國民力量 104席 正義黨 6席 國民之黨 3席 開放民主黨 3席 基本所得黨 1席 時代轉換 1席 無所屬 10席                                 |
| 2021年 9月26日 | 郭尚道   | 國民力量 → 無所屬       | 大邱中區·南區                   | 國民力量 脫黨                                  | ±1          | 共同民主黨 169席 國民力量 103席 正義黨 6席 國民之黨 3席 開放民主黨 3席 基本所得黨 1席 時代轉換 1席 無所屬 11席                                 |
| 2021年 9月30日 | 李圭閔   | 共同民主黨              | 京畿安城市                      | 違反選舉法遭解職                               | ±1          | 共同民主黨 168席 國民力量 103席 正義黨 6席 國民之黨 3席 開放民主黨 3席 基本所得黨 1席 時代轉換 1席 無所屬 11席                                 |
| 2021年 10月8日 | 梁李媛瑛 | 無所屬 →共同民主黨      | 比例代表                        | 共同民主黨 復黨                                | ±1          | 共同民主黨 169席 國民力量 103席 正義黨 6席 國民之黨 3席 開放民主黨 3席 基本所得黨 1席 時代轉換 1席 無所屬 10席                                 |
| 2021年 11月11日 | 郭尚道   | 無所屬                  | 大邱中區·南區                   | 因兒子涉金錢問題辭職                           | ±1          | 共同民主黨 169席 國民力量 103席 正義黨 6席 國民之黨 3席 開放民主黨 3席 基本所得黨 1席 時代轉換 1席 無所屬 9席                                  |
| 2021年 12月7日 | 李容鎬   | 無所屬 → 國民力量       | 全北南原市·任實郡·淳昌郡        | 國民力量 入黨                                  | ±2          | 共同民主黨 169席 國民力量 105席 正義黨 6席 國民之黨 3席 開放民主黨 3席 基本所得黨 1席 時代轉換 1席 無所屬 7席                                  |
| 2021年 12月7日 | 田奉珉   | 無所屬 → 國民力量       | 釜山水營區                      | 國民力量 復黨                                  | ±2          | 共同民主黨 169席 國民力量 105席 正義黨 6席 國民之黨 3席 開放民主黨 3席 基本所得黨 1席 時代轉換 1席 無所屬 7席                                  |
| 2021年 12月30日 | 朴德欽   | 無所屬 → 國民力量       | 忠北報恩郡·沃川郡·永同郡·槐山郡 | 國民力量 復黨                                  | ±1          | 共同民主黨 175席 國民力量 106席 正義黨 6席 國民之黨 3席 開放民主黨 3席 基本所得黨 1席 時代轉換 1席 無所屬 6席                                  |
| 2022年 1月18日 |          | 開放民主黨 → 共同民主黨 | 比例代表                        | 開放民主黨併入共同民主黨                       | ±3          | 共同民主黨 172席 國民力量 106席 正義黨 6席 國民之黨 3席 基本所得黨 1席 時代轉換 1席 無所屬 6席                                                 |
| 2022年 3月9日 | 崔在亨   | 國民力量                | 首爾鍾路區                      | 3月9日補選當選                                 | ±5          | 共同民主黨 172席 國民力量 110席 正義黨 6席 國民之黨 3席 基本所得黨 1席 時代轉換 1席 無所屬 7席                                                 |
| 2022年 3月9日 | 趙恩禧   | 國民力量                | 首爾瑞草區甲                    | 3月9日補選當選                                 | ±5          | 共同民主黨 172席 國民力量 110席 正義黨 6席 國民之黨 3席 基本所得黨 1席 時代轉換 1席 無所屬 7席                                                 |
| 2022年 3月9日 | 金學容   | 國民力量                | 京畿安城市                      | 3月9日補選當選                                 | ±5          | 共同民主黨 172席 國民力量 110席 正義黨 6席 國民之黨 3席 基本所得黨 1席 時代轉換 1席 無所屬 7席                                                 |
| 2022年 3月9日 | 鄭宇澤   | 國民力量                | 忠北清州市上黨區                | 3月9日補選當選                                 | ±5          | 共同民主黨 172席 國民力量 110席 正義黨 6席 國民之黨 3席 基本所得黨 1席 時代轉換 1席 無所屬 7席                                                 |
| 2022年 3月9日 | 林炳憲   | 無所屬                  | 大邱中區·南區                   | 3月9日補選當選                                 | ±5          | 共同民主黨 172席 國民力量 110席 正義黨 6席 國民之黨 3席 基本所得黨 1席 時代轉換 1席 無所屬 7席                                                 |
| 2022年 4月20日 | 閔馨培   | 共同民主黨 → 無所屬     | 光州光山區乙                    | 共同民主黨 退黨                                | ±1          | 共同民主黨 171席 國民力量 110席 正義黨 6席 國民之黨 3席 基本所得黨 1席 時代轉換 1席 無所屬 8席                                                 |
| 2022年 4月29日 | 宋永吉   | 共同民主黨              | 仁川桂陽區乙                    | 參選2022年大韓民國地方選舉辭職                 | -7          | 共同民主黨 168席 國民力量 106席 正義黨 6席 國民之黨 3席 基本所得黨 1席 時代轉換 1席 無所屬 8席                                                 |
| 2022年 4月29日 | 李光宰   | 共同民主黨              | 江原原州市甲                    | 參選2022年大韓民國地方選舉辭職                 | -7          | 共同民主黨 168席 國民力量 106席 正義黨 6席 國民之黨 3席 基本所得黨 1席 時代轉換 1席 無所屬 8席                                                 |
| 2022年 4月29日 | 吳憐勳   | 共同民主黨              | 濟州濟州市乙                    | 參選2022年大韓民國地方選舉辭職                 | -7          | 共同民主黨 168席 國民力量 106席 正義黨 6席 國民之黨 3席 基本所得黨 1席 時代轉換 1席 無所屬 8席                                                 |
| 2022年 4月29日 | 洪準杓   | 國民力量                | 大邱壽城區乙                    | 參選2022年大韓民國地方選舉辭職                 | -7          | 共同民主黨 168席 國民力量 106席 正義黨 6席 國民之黨 3席 基本所得黨 1席 時代轉換 1席 無所屬 8席                                                 |
| 2022年 4月29日 | 金恩慧   | 國民力量                | 京畿城南市盆唐區甲              | 參選2022年大韓民國地方選舉辭職                 | -7          | 共同民主黨 168席 國民力量 106席 正義黨 6席 國民之黨 3席 基本所得黨 1席 時代轉換 1席 無所屬 8席                                                 |
| 2022年 4月29日 | 金泰欽   | 國民力量                | 忠南保寧市·舒川郡               | 參選2022年大韓民國地方選舉辭職                 | -7          | 共同民主黨 168席 國民力量 106席 正義黨 6席 國民之黨 3席 基本所得黨 1席 時代轉換 1席 無所屬 8席                                                 |
| 2022年 4月29日 | 朴完洙   | 國民力量                | 慶南昌原市義昌區                | 參選2022年大韓民國地方選舉辭職                 | -7          | 共同民主黨 168席 國民力量 106席 正義黨 6席 國民之黨 3席 基本所得黨 1席 時代轉換 1席 無所屬 8席                                                 |
| 2022年 5月3日 |          | 國民之黨 → 國民力量     | 比例代表                        | 開放民主黨併入共同民主黨                       | ±3          | 共同民主黨 168席 國民力量 109席 正義黨 6席 基本所得黨 1席 時代轉換 1席 無所屬 8席                                                              |
| 2022年 5月12日 | 李相稷   | 無所屬                  | 全北全州市乙                    | 違反選舉法遭解職                               | -1          | 共同民主黨 168席 國民力量 109席 正義黨 6席 基本所得黨 1席 時代轉換 1席 無所屬 7席                                                              |
| 2022年 5月16日 | 朴完柱   | 共同民主黨 → 無所屬     | 忠南天安市乙                    | 涉嫌性醜聞 共同民主黨 開除                     | ±1          | 共同民主黨 167席 國民力量 109席 正義黨 6席 基本所得黨 1席 時代轉換 1席 無所屬 8席                                                              |
| 2022年 5月20日 | 李永     | 國民力量                | 比例代表                        | 就任中小風投企業部部長辭職                     | -           | 共同民主黨 167席 國民力量 109席 正義黨 6席 基本所得黨 1席 時代轉換 1席 無所屬 8席                                                              |
| 2022年 5月23日 | 魯容昊   | 國民力量                | 比例代表                        | 遞補李永所遺席位                               | -           | 共同民主黨 167席 國民力量 109席 正義黨 6席 基本所得黨 1席 時代轉換 1席 無所屬 8席                                                              |
| 2022年 5月30日 | 朴炳錫   | 無所屬 → 共同民主黨     | 大田西區甲                      | 第一任國會議長任期屆滿，恢復黨籍               | ±1          | 共同民主黨 168席 國民力量 109席 正義黨 6席 基本所得黨 1席 時代轉換 1席 無所屬 7席                                                              |
| 2022年 6月2日 | 李在明   | 共同民主黨              | 仁川桂陽區乙                    | 6月1日補選當選                                 | +2          | 共同民主黨 170席 國民力量114席 正義黨 6席 國民之黨 3席 基本所得黨 1席 時代轉換 1席 無所屬 7席                                                  |
| 2022年 6月2日 | 金翰奎   | 共同民主黨              | 濟州濟州市乙                    | 6月1日補選當選                                 | +2          | 共同民主黨 170席 國民力量114席 正義黨 6席 國民之黨 3席 基本所得黨 1席 時代轉換 1席 無所屬 7席                                                  |
| 2022年 6月2日 | 朴正河   | 國民力量                | 江原原州市甲                    | 6月1日補選當選                                 | +5          | 共同民主黨 170席 國民力量114席 正義黨 6席 國民之黨 3席 基本所得黨 1席 時代轉換 1席 無所屬 7席                                                  |
| 2022年 6月2日 | 李仁善   | 國民力量                | 大邱壽城區乙                    | 6月1日補選當選                                 | +5          | 共同民主黨 170席 國民力量114席 正義黨 6席 國民之黨 3席 基本所得黨 1席 時代轉換 1席 無所屬 7席                                                  |
| 2022年 6月2日 | 安哲秀   | 國民力量                | 京畿城南市盆唐區甲              | 6月1日補選當選                                 | +5          | 共同民主黨 170席 國民力量114席 正義黨 6席 國民之黨 3席 基本所得黨 1席 時代轉換 1席 無所屬 7席                                                  |
| 2022年 6月2日 | 張東赫   | 國民力量                | 忠南保寧市·舒川郡               | 6月1日補選當選                                 | +5          | 共同民主黨 170席 國民力量114席 正義黨 6席 國民之黨 3席 基本所得黨 1席 時代轉換 1席 無所屬 7席                                                  |
| 2022年 6月2日 | 金映宣   | 國民力量                | 慶南昌原市義昌區                | 6月1日補選當選                                 | +5          | 共同民主黨 170席 國民力量114席 正義黨 6席 國民之黨 3席 基本所得黨 1席 時代轉換 1席 無所屬 7席                                                  |
| 2022年 6月2日 | 趙太庸   | 國民力量                | 比例代表                        | 就任韓國駐美大使辭職                           | -           | 共同民主黨 170席 國民力量114席 正義黨 6席 國民之黨 3席 基本所得黨 1席 時代轉換 1席 無所屬 7席                                                  |
| 2022年 6月10日 | 崔英姬   | 國民力量                | 比例代表                        | 遞補趙太庸所遺席位                             | -           | 共同民主黨 170席 國民力量114席 正義黨 6席 國民之黨 3席 基本所得黨 1席 時代轉換 1席 無所屬 7席                                                  |
| 2022年 6月13日 | 林炳憲   | 無所屬 → 國民力量       | 大邱中區·南區                   | 國民力量 復黨                                  | ±1          | 共同民主黨 170席 國民力量 115席 正義黨 6席 基本所得黨 1席 時代轉換 1席 無所屬 6席                                                              |
| 2022年 7月4日 | 金振杓   | 共同民主黨 → 無所屬     | 京畿水原市戊                    | 當選第2任國會議長，黨籍凍結                    | ±1          | 共同民主黨 169席 國民力量 115席 正義黨 6席 基本所得黨 1席 時代轉換 1席 無所屬 7席                                                              |
| 2023年 4月5日 | 姜聖熙   | 進步黨                  | 全北全州市乙                    | 4月5日補選當選                                 | ±1          | 共同民主黨 169席 國民力量 115席 正義黨 6席 進步黨 1席 基本所得黨 1席 時代轉換 1席 無所屬 7席                                                   |
| 2023年 4月26日 | 閔馨培   | 無所屬 → 共同民主黨     | 光州光山區乙                    | 共同民主黨 復黨                                | ±1          | 共同民主黨 170席 國民力量 115席 正義黨 6席 進步黨 1席 基本所得黨 1席 時代轉換 1席 無所屬 6席                                                   |
| 2023年 5月3日 | 尹官石   | 共同民主黨 → 無所屬     | 仁川南洞區乙                    | 涉嫌收受全國代表大會的經費 共同民主黨脫黨      | ±2          | 共同民主黨 168席 國民力量 115席 正義黨 6席 進步黨 1席 基本所得黨 1席 時代轉換 1席 無所屬 8席                                                   |
| 2023年 5月3日 | 李成萬   | 共同民主黨 → 無所屬     | 仁川仁川富平區甲                | 涉嫌收受全國代表大會的經費 共同民主黨脫黨      | ±2          | 共同民主黨 168席 國民力量 115席 正義黨 6席 進步黨 1席 基本所得黨 1席 時代轉換 1席 無所屬 8席                                                   |
| 2023年 5月14日 | 金南局   | 共同民主黨 → 無所屬     | 京畿安山市檀園區乙              | 涉嫌炒幣 共同民主黨脫黨                        | ±1          | 共同民主黨 167席 國民力量 115席 正義黨 6席 進步黨 1席 基本所得黨 1席 時代轉換 1席 無所屬 9席                                                   |
| 2023年 5月18日 | 金善教   | 國民力量                | 京畿驪州市·楊平郡               | 違反選舉法遭解職                               | -1          | 共同民主黨 167席 國民力量 114席 正義黨 6席 進步黨 1席 基本所得黨 1席 時代轉換 1席 無所屬 9席                                                   |
| 2023年 5月24日 | 河榮帝   | 國民力量 → 無所屬       | 慶南泗川市·南海郡·河東郡        | 違反政治資助法 國民力量脫黨                    | ±1          | 共同民主黨 167席 國民力量 113席 正義黨 6席 進步黨 1席 基本所得黨 1席 時代轉換 1席 無所屬 10席                                                  |
| 2023年 6月19日 | 皇甫承希 | 國民力量 → 無所屬       | 釜山中區·影島區                 | 爭取提名時賄選 國民力量脫黨                    | ±1          | 共同民主黨 167席 國民力量 112席 正義黨 6席 進步黨 1席 基本所得黨 1席 時代轉換 1席 無所屬 11席                                                  |
| 2023年 7月7日 | 金弘傑   | 無所屬 → 共同民主黨     | 比例代表                        | 共同民主黨 復黨                                | ±1          | 共同民主黨 168席 國民力量 112席 正義黨 6席 進步黨 1席 基本所得黨 1席 時代轉換 1席 無所屬 10席                                                  |
| 2023年 8月18日 | 鄭燦敏   | 國民力量                | 京畿龍仁市甲                    | 被判受賄罪遭解職                               | -1          | 共同民主黨 168席 國民力量 111席 正義黨 6席 進步黨 1席 基本所得黨 1席 時代轉換 1席 無所屬 10席                                                  |
| 2023年 8月28日 | 梁香子   | 無所屬→韓國希望         | 光州西區乙                      | 成立政黨                                       | ±1          | 共同民主黨 168席 國民力量 111席 正義黨 6席 進步黨 1席 基本所得黨 1席 時代轉換 1席 韓國希望 1席 無所屬 9席                                      |
| 2023年 9月18日 | 崔康旭   | 共同民主黨              | 比例代表                        | 因向前法務部長曹國之子撰寫虛假實習確認書遭解職 | ±1          | 共同民主黨 168席 國民力量 111席 正義黨 6席 進步黨 1席 基本所得黨 1席 時代轉換 1席 韓國希望 1席 無所屬 9席                                      |
| 2023年 9月18日 | 許淑湞   | 共同民主黨              | 比例代表                        | 遞補崔康旭所遺席位                             | ±1          | 共同民主黨 168席 國民力量 111席 正義黨 6席 進步黨 1席 基本所得黨 1席 時代轉換 1席 韓國希望 1席 無所屬 9席                                      |
| 2023年 10月31日 | 申源湜   | 國民力量                | 比例代表                        | 就任國防部長辭職                               | ±1          | 共同民主黨 168席 國民力量 111席 正義黨 6席 進步黨 1席 基本所得黨 1席 時代轉換 1席 韓國希望 1席 無所屬 9席                                      |
| 2023年 10月31日 | 禹信九   | 國民力量                | 比例代表                        | 遞補申源湜所遺席位                             | ±1          | 共同民主黨 168席 國民力量 111席 正義黨 6席 進步黨 1席 基本所得黨 1席 時代轉換 1席 韓國希望 1席 無所屬 9席                                      |
| 2023年 11月9日 | 趙廷訓   | 時代轉換 → 國民力量     | 比例代表                        | 時代轉換併入國民力量                           | ±1          | 共同民主黨 168席 國民力量 112席 正義黨 6席 進步黨 1席 基本所得黨 1席 韓國希望 1席 無所屬 9席                                                   |
| 2023年 12月3日 | 李相珉   | 共同民主黨 → 無所屬     | 大田儒城區乙                    | 共同民主黨 脫黨                                | ±1          | 共同民主黨 167席 國民力量 112席 正義黨 6席 進步黨 1席 基本所得黨 1席 韓國希望 1席 無所屬 10席                                                  |
| 2024年 1月3日 | 許垠娥   | 國民力量                | 比例代表                        | 退出國民力量而喪失議員席次                     | ±1          | 共同民主黨 167席 國民力量 112席 正義黨 6席 進步黨 1席 基本所得黨 1席 韓國希望 1席 無所屬 10席                                                  |
| 2024年 1月3日 | 金恩稀   | 國民力量                | 比例代表                        | 遞補許垠娥所遺席位                             | ±1          | 共同民主黨 167席 國民力量 112席 正義黨 6席 進步黨 1席 基本所得黨 1席 韓國希望 1席 無所屬 10席                                                  |
| 2024年 1月8日 | 李相珉   | 無所屬 →國民力量        | 大田儒城區乙                    | 國民力量 入黨                                  | ±1          | 共同民主黨 167席 國民力量 113席 正義黨 6席 進步黨 1席 基本所得黨 1席 韓國希望 1席 無所屬 9席                                                   |
| 2024年 1月10日 | 趙應天   | 共同民主黨 → 無所屬     | 京畿南楊州市甲                  | 共同民主黨 脫黨                                | ±1          | 共同民主黨 164席 國民力量 112席 正義黨 6席 進步黨 1席 基本所得黨 1席 韓國希望 1席 無所屬 12席                                                  |
| 2024年 1月10日 | 李元旭   | 共同民主黨 → 無所屬     | 京畿華城市乙                    | 共同民主黨 脫黨                                |             | 共同民主黨 164席 國民力量 112席 正義黨 6席 進步黨 1席 基本所得黨 1席 韓國希望 1席 無所屬 12席                                                  |
| 2024年 1月10日 | 金鍾民   | 共同民主黨 → 無所屬     | 忠南論山市·雞龍市·錦山郡        | 共同民主黨 脫黨                                |             | 共同民主黨 164席 國民力量 112席 正義黨 6席 進步黨 1席 基本所得黨 1席 韓國希望 1席 無所屬 12席                                                  |
| 2024年 1月24日 | 梁香子   | 韓國希望 →改革新黨      | 光州西區乙                      | 韓國希望併入改革新黨                           | ±1          | 共同民主黨 164席 國民力量 113席 正義黨 6席 進步黨 1席 基本所得黨 1席 時代轉換 1席 改革新黨 1席 無所屬 12席                                     |
| 2024年 1月25日 | 柳浩貞   | 正義黨                  | 比例代表                        | 退出正義黨而喪失議員席次                       | ±2          | 共同民主黨 164席 國民力量 113席 正義黨 6席 進步黨 1席 基本所得黨 1席 時代轉換 1席 改革新黨 1席 無所屬 12席                                     |
| 2024年 1月25日 | 李恩周   | 正義黨                  | 比例代表                        | 辭職                                           | ±2          | 共同民主黨 164席 國民力量 113席 正義黨 6席 進步黨 1席 基本所得黨 1席 時代轉換 1席 改革新黨 1席 無所屬 12席                                     |
| 2024年 1月25日 | 梁暻圭   | 正義黨                  | 比例代表                        | 遞補李恩周所遺席位                             | ±2          | 共同民主黨 164席 國民力量 113席 正義黨 6席 進步黨 1席 基本所得黨 1席 時代轉換 1席 改革新黨 1席 無所屬 12席                                     |
| 2024年 1月25日 | 李茉莉   | 正義黨                  | 比例代表                        | 遞補柳浩貞所遺席位                             | ±2          | 共同民主黨 164席 國民力量 113席 正義黨 6席 進步黨 1席 基本所得黨 1席 時代轉換 1席 改革新黨 1席 無所屬 12席                                     |
| 2024年 1月29日 | 權垠希   | 國民力量                | 比例代表                        | 退出國民力量而喪失議員席次                     | ±1          | 共同民主黨 164席 國民力量 113席 正義黨 6席 進步黨 1席 基本所得黨 1席 時代轉換 1席 改革新黨 1席 無所屬 12席                                     |
| 2024年 1月29日 | 金僅泰   | 國民力量                | 比例代表                        | 遞補權垠希所遺席位                             | ±1          | 共同民主黨 164席 國民力量 113席 正義黨 6席 進步黨 1席 基本所得黨 1席 時代轉換 1席 改革新黨 1席 無所屬 12席                                     |
| 2024年 2月3日 |          | 正義黨 → 綠色正義黨     | 地域區1席 比例代表5席           | 黨名變更                                       | ±6          | 共同民主黨 164席 國民力量 113席 綠色正義黨 6席 進步黨 1席 新進步聯合 1席 時代轉換 1席 改革新黨 1席 無所屬 12席                                 |
| 2024年 2月3日 | 龍慧仁   | 基本所得黨 → 新進步聯合 | 比例代表                        | 黨名變更                                       | ±1          | 共同民主黨 164席 國民力量 113席 綠色正義黨 6席 進步黨 1席 新進步聯合 1席 時代轉換 1席 改革新黨 1席 無所屬 12席                                 |
| 2024年 2月4日 | 金鍾民   | 無所屬 → 新未來         | 忠南論山市·雞龍市·錦山郡        | 成立政黨                                       | ±1          | 共同民主黨 164席 國民力量 113席 綠色正義黨 6席 進步黨 1席 新進步聯合 1席 時代轉換 1席 改革新黨 1席 新未來 1席 無所屬 11席                      |
| 2023年 5月18日 | 林鍾聲   | 共同民主黨              | 京畿廣州市乙                    | 違反選舉法遭解職                               | -1          | 共同民主黨 163席 國民力量 113席 綠色正義黨 6席 進步黨 1席 新進步聯合 1席 時代轉換 1席 改革新黨 1席 新未來 1席 無所屬 11席                      |
| 2024年 1月10日 | 趙應天   | 無所屬 → 改革新黨       | 京畿南楊州市甲                  | 新未來併入改革新黨                             | ±2          | 共同民主黨 163席 國民力量 112席 綠色正義黨 6席 改革新黨 4席 進步黨 1席 新進步聯合 1席 無所屬 9席                                               |
| 2024年 1月10日 | 李元旭   | 無所屬 → 改革新黨       | 京畿華城市乙                    | 新未來併入改革新黨                             | ±2          | 共同民主黨 163席 國民力量 112席 綠色正義黨 6席 改革新黨 4席 進步黨 1席 新進步聯合 1席 無所屬 9席                                               |
| 2024年 1月10日 | 金鍾民   | 新未來 → 改革新黨       | 忠南論山市·雞龍市·錦山郡        | 新未來併入改革新黨                             | ±1          | 共同民主黨 163席 國民力量 112席 綠色正義黨 6席 改革新黨 4席 進步黨 1席 新進步聯合 1席 無所屬 9席                                               |
| 2024年 2月14日 | 梁貞淑   | 無所屬 → 改革新黨       | 比例代表                        | 改革新黨 入黨                                  | ±1          | 共同民主黨 163席 國民力量 112席 綠色正義黨 6席 改革新黨 5席 進步黨 1席 新進步聯合 1席 無所屬 8席                                               |
| 2024年 2月19日 | 金榮珠   | 共同民主黨 → 無所屬     | 首爾永登浦區甲                  | 共同民主黨 脫黨                                | ±1          | 共同民主黨 162席 國民力量 112席 綠色正義黨 6席 改革新黨 5席 進步黨 1席 新進步聯合 1席 無所屬 9席                                               |
| 2024年 2月20日 | 金鍾民   | 改革新黨 → 新未來       | 忠南論山市·雞龍市·錦山郡        | 撤回與改革新黨合併，恢復新未來黨籍             | ±1          | 共同民主黨 162席 國民力量 113席 綠色正義黨 6席 改革新黨 4席 進步黨 1席 新進步聯合 1席 新未來 1席 無所屬 9席                                    |
| 2024年 2月22日 | 李秀眞   | 共同民主黨 → 無所屬     | 首爾銅雀區乙                    | 共同民主黨 脫黨                                | ±1          | 共同民主黨 161席 國民力量 113席 綠色正義黨 6席 改革新黨 4席 進步黨 1席 新進步聯合 1席 新未來 1席 無所屬 10席                                   |
| 2024年 2月27日 | 朴英淳   | 共同民主黨 → 新未來     | 大田大德區                      | 更換黨籍                                       | ±1          | 共同民主黨 160席 國民力量 113席 綠色正義黨 6席 改革新黨 4席 新未來 2席 進步黨 1席 新進步聯合 1席 無所屬 10席                                   |
| 2024年 2月28日 | 薛勳     | 共同民主黨 → 無所屬     | 京畿富川市乙                    | 共同民主黨 脫黨                                | ±2          | 共同民主黨 158席 國民力量 113席 綠色正義黨 6席 改革新黨 4席 新未來 2席 進步黨 1席 新進步聯合 1席 無所屬 12席                                   |
| 2024年 2月28日 | 李相憲   | 共同民主黨 → 無所屬     | 蔚山北區                        |                                                | ±2          | 共同民主黨 158席 國民力量 113席 綠色正義黨 6席 改革新黨 4席 新未來 2席 進步黨 1席 新進步聯合 1席 無所屬 12席                                   |
| 2024年 3月4日 | 金榮珠   | 無所屬 →國民力量        | 首爾永登浦區甲                  | 國民力量 入黨                                  | ±1          | 共同民主黨 158席 國民力量 114席 綠色正義黨 6席 改革新黨 4席 新未來 2席 進步黨 1席                                                              |
| 2024年 3月7日 | 洪永杓   | 共同民主黨 → 新未來     | 仁川富平區乙                    | 更換黨籍                                       | ±1          | 共同民主黨 157席 國民力量 114席 綠色正義黨 6席 改革新黨 4席 新未來 3席 進步黨 1席 新進步聯合 1席 無所屬 11席                                   |
| 2024年 3月8日 | 皇甫承希 | 無所屬 → 自由統一黨     | 釜山中區·影島區                 | 自由統一黨 入黨                                | ±1          | 共同民主黨 156席 國民力量 114席 綠色正義黨 6席 改革新黨 4席 新未來 3席 進步黨 1席 新進步聯合 1席 自由統一黨 1席 祖國革新黨1席 無所屬 10席      |
| 2024年 3月8日 | 黃雲夏   | 共同民主黨 → 祖國革新黨 | 大田中區                        | 更換黨籍                                       | ±1          | 共同民主黨 156席 國民力量 114席 綠色正義黨 6席 改革新黨 4席 新未來 3席 進步黨 1席 新進步聯合 1席 自由統一黨 1席 祖國革新黨1席 無所屬 10席      |
| 2024年 3月11日 | 全惠淑   | 共同民主黨 → 無所屬     | 首爾廣津區甲                    | 共同民主黨 脫黨                                | ±1          | 共同民主黨 155席 國民力量 114席 綠色正義黨 6席 改革新黨 4席 新未來 3席 進步黨 1席 新進步聯合 1席 自由統一黨 1席 祖國革新黨 1席 無所屬 11席     |
| 2024年 3月17日 | 吳永煥   | 共同民主黨 → 新未來     | 京畿議政府市甲                  | 更換黨籍                                       | ±2          | 共同民主黨 154席 國民力量 114席 綠色正義黨 6席 新未來 5席 改革新黨 4席 進步黨 1席 新進步聯合 1席 自由統一黨 1席 祖國革新黨 1席 無所屬 10席     |
| 2024年 3月17日 | 薛勳     | 無所屬 → 新未來         | 京畿富川市乙                    | 新未來 入黨                                    | ±2          | 共同民主黨 154席 國民力量 114席 綠色正義黨 6席 新未來 5席 改革新黨 4席 進步黨 1席 新進步聯合 1席 自由統一黨 1席 祖國革新黨 1席 無所屬 10席     |